# Mauchiga (Aldeia)
Mauchiga (Mau-Chiga, Mau Chiga, Mauxiga) ist eine osttimoresische Aldeia im Suco Mauchiga (Verwaltungsamt Hatu-Builico, Gemeinde Ainaro). 2015 lebten in der Aldeia 425 Menschen.

## Geographie und Einrichtungen

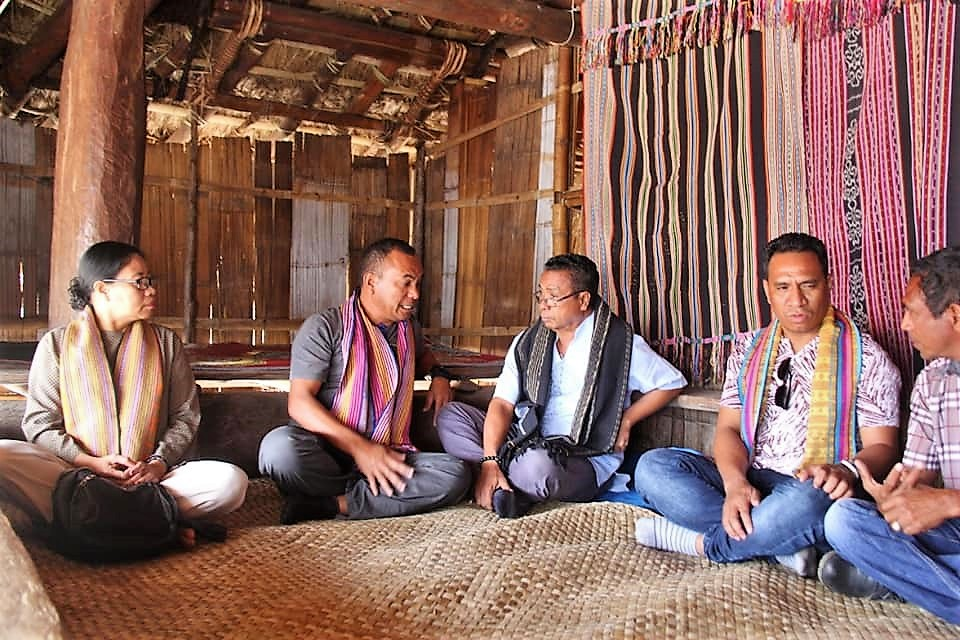
Staatssekretär Elizário Ferreira zu Besuch in der Aldeia Mauchiga

Die Aldeia Mauchiga befindet sich im Norden des gleichnamigen Sucos. Südlich liegt die Aldeia Goulora und östlich die Aldeia Hato-Quero. Im Norden und Westen grenzt die Aldeia Mauchiga an den Suco Mulo. Hier durchquert der Belulik die Aldeia, der sonst den Grenzfluss zwischen den Sucos Mulo und Mauchiga bildet. Das Gebiet der Aldeia Mauchiga, das nördlich des Flusses liegt, war bis 2015 noch Teil des Sucos Mulo und kam erst durch eine Verwaltungsreform zu Mauchiga. Hier liegen die Ortschaften Ernaro, Karaulun und Boetua. Die Gebäude des Dorfes Mauchiga liegen verstreut vom Zentrum der Aldeia bis in ihren Süden und Osten. Im Ortszentrum an der Ostgrenze befinden sich der Sitz des Sucos, eine Grundschule und ein Hospital. Weiter südlich steht die Kapelle der Aldeia. Eine weitere Grundschule befindet sich in Boetua, während der Sitz der Aldeia in Ernaro steht. In Boetua führt auch eine Brücke über den Belulik.

## Geschichte

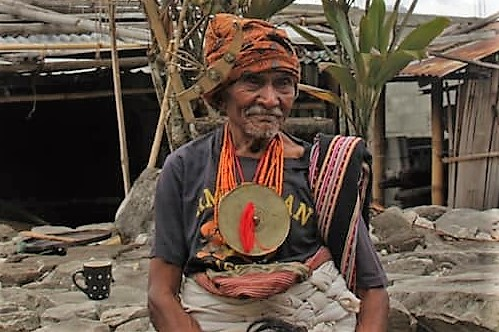
Würdenträger in der Aldeia Mauchiga

Der Suco Mauchiga war 1982 der Schauplatz von Kämpfen zwischen der FALINTIL und den indonesischen Besatzern.
Am 6. Juli 1982 planten die FALINTIL und lokale Widerstandsgruppen eine Reihe von Angriffen auf indonesische Militärposten in der Umgebung von Mauchiga. Die Pläne wurden verraten. Am 10. Juli begannen die Streitkräfte Indonesiens unter anderem jedes Haus in Mauchiga zu durchsuchen. Es kam zu Verhaftungen. Nachdem die FALINTIL am 20. August im sogenannten Cabalaki-Aufstand mehrere indonesische Stützpunkte überfallen hatte, folgten Vergeltungsaktionen der Indonesier. Bis zum 24. August zerstörten und plünderten die Truppen die Dörfer der Region. Bis Januar 1986 wurden 464 Einwohner des Sucos (etwa 20 % der Bevölkerung) zwangsumgesiedelt. Auch zahlreiche Vergewaltigungen in dieser Zeit wurden dokumentiert.